# Plasmepsina V
La Plasmepsina V (PMV) es una enzima de la familia de las aspártico-proteasas expresada por los parásitos del reino de los protozoos de la especie Plasmodium. Es conocida y estudiada por sus funciones de reconocimiento y procesamiento de proteínas efectoras para su posterior exportación a las células huésped. Tiene un papel crucial en las investigaciones que conciernen a la cura de la Malaria, dado que inhibiendo esta proteasa se detiene el proceso de transporte de cientos de proteínas esenciales para el curso vital del parásito.

## Estructura
Para poder estudiar la estructura de esta enzima, primero tuvo que ser fijada e inmovilizada mediante el proceso clásico de cristalización, de lo contrario las proteínas podrían variar su conformación a lo largo del estudio.
Toda vez cristalizada podemos distinguir varios componentes:

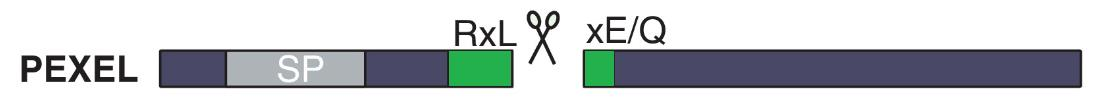
Motivo PEXEL con señal RxLxE-Q-D

- Secuencia motivo HTH (helix-turn-helix): Es exclusiva de la Plasmepsina V, ya que hasta el momento no ha sido observada en las otras enzimas plasmepsinas (propias de la familia de las Plasmodium) así como tampoco ha sido hallada en otras especies de Plasmodium. De esta manera, se cree que el HTH posiblemente podría anclar la proteasa en el ribosoma para así tener acceso directo a la cadena del polipéptido naciente.

- Lazo de Nepenthesina (Nepenthesin loop): Esta secuencia fue encontrada por primera vez en las proteasas digestivas de la planta carnívora Nepenthes gracilis (he ahí su nombre). Sin embargo, en la Plasmepsina V presenta enlaces disulfuros entre la primera y la tercera cisteína así como entre la segunda y la cuarta, lo cual obliga al lazo (loop) a adoptar una forma de trébol de tres hojas.[3]

- Centro activo plegadizo (Active Site Flap): Como hemos comentado con anterioridad, el sustrato proteico interacciona con el lazo de Nepenthesina para permitir ‘el paso’ al centro catalítico de la PMV. Es en éste instante cuando la hendidura catalítica de la PMV cobra especial importancia, dado que confiere especificidad para un único sustrato,[4] lo que permite el reconocimiento selectivo de la señal RxL, la cual forma parte del motivo PEXEL (RxLxE-Q-D) implicado en la exportación de proteínas hasta la membrana plasmática (en apartados venideros nos adentraremos con más detalle a esta cuestión).

## Localización e intervención de la Plasmepsina V en el parásito
Las aspártico-proteasas participan en una gran variedad de procesos celulares de los organismos eucariotas. La Plasmepsina V en concreto, interviene en el transcurso del desarrollo intraeritrocitario asexual del Plasmodium. 

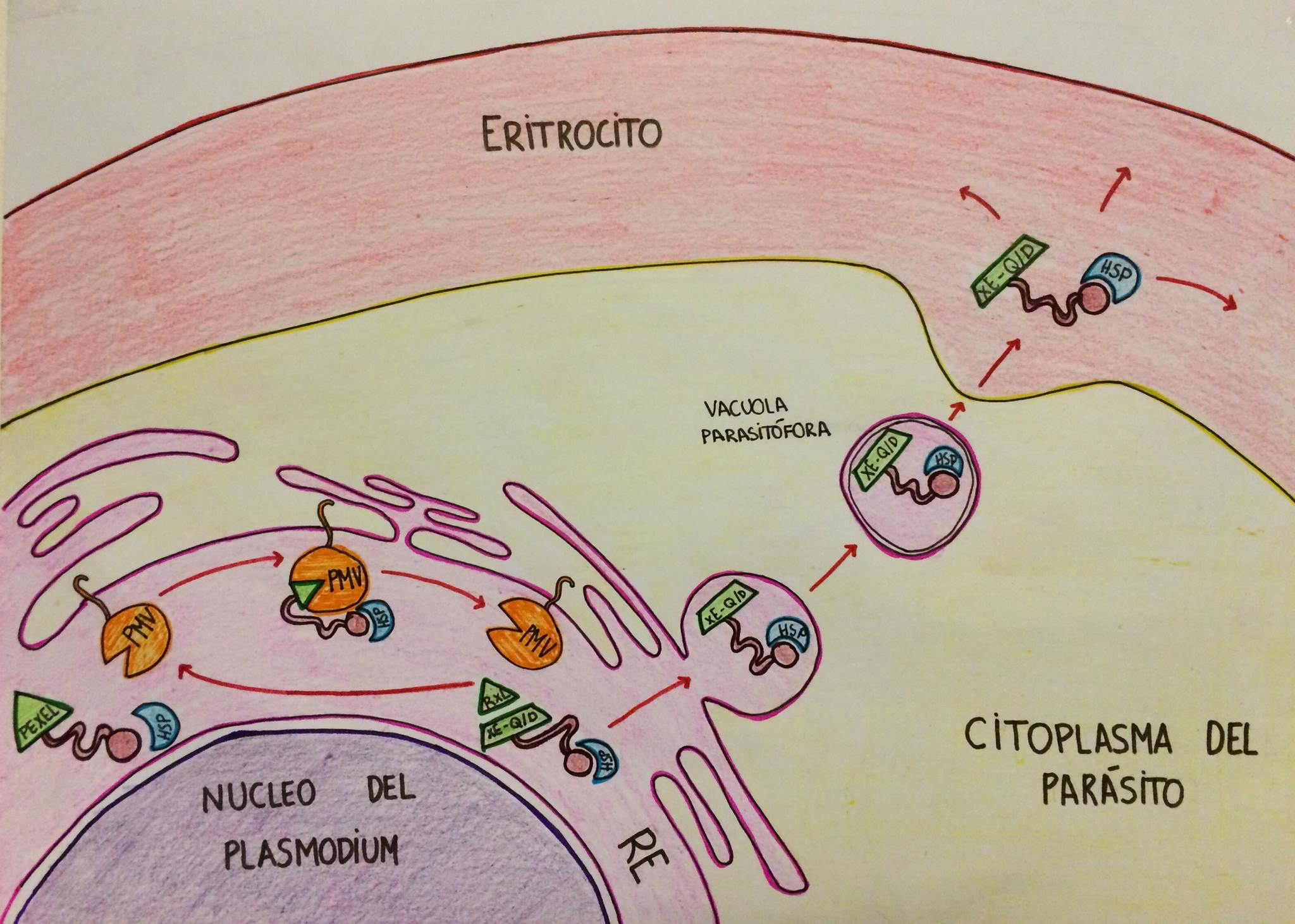
Observamos que el parásito se encuentra en el interior del eritrocito i la PMV realiza su función en el interior del RE del Plasmodium. La proteína exportadora se dirige junto con la secuencia PEXEL hacia la Plasmepsina V. Gracias a está, se divide la secuencia (xE-Q/D) i la proteína se traslada en forma de vacuola hacia el citoplasma del parásito. Finalmente la vacuola parasitófora se fusiona con el eritrocito contagiándolo con la virulencia que el plasmido produce.

Esta, se encuentra unida a la membrana del retículo endoplasmático (RE) del parásito, con el dominio activo transmembrana en su extremo C-terminal, situado en el lado luminal. Por otro lado, se muestra como el C-terminal de la PMV se encuentra en el citosol, denotando así su carácter transmembranal. Los dominios transmembrana pueden tener dos orientaciones posibles: con el C-terminal o bien en el lado citoplásmico o luminal de la membrana del RE. Por lo tanto, la Plasmepsina V tiene dos topologías posibles en la membrana del RE, es decir, con su extremo C-terminal en el citosol o en el lumen del RE. Su situación se debe a que el Plasmodium falciparum exporta aproximadamente 200 - 300 proteínas hacia el interior del eritrocito y todas ellas son necesarias para la supervivencia del parásito, las cuales son procesadas por este orgánulo.
La exportación de proteínas provoca una virulencia severa, además de la remodelación del citoesqueleto y de la membrana plasmática, que causa una rotura de la citoadherencia de la membrana, induciendo alteraciones en la sensibilidad de esta y una modificación de las vías de entrada de nutrientes. Estas transformaciones dependen de la secuencia especial de aminoácidos (elemento de exportación del Plasmodium) o secuencia PEXEL, RxLxE/Q/D. Esta se retira parcialmente mientras que la proteína está todavía dentro del retículo endoplasmático del parásito gracias a la Plasmepsina V, la cual reconoce y divide la secuencia pentamérica PEXEL en el lado carboxil de los residuos R o L de leucina de las proteínas que serán exportadas.
Este proceso deja al descubierto la señal de exportación (XE-QD) y dirige estas proteínas mediante vacuolas a la membrana plasmática y a la membrana parasitófora que rodea el parásito, donde son reconocidos por el Plasmodium translocon (PTEX) de proteínas exportadas; un complejo proteico impulsado por ATP que traslada estas proteínas exportadas hacia el eritrocito infectado por el parásito.
Estas proteínas son importantes para transmitir la virulencia ya que permiten que el parásito sobreviva en el interior de los eritrocitos modificándolos a su vez, es decir, en el interior del organismo evitando así el sistema inmunitario de estos.
Esta proteína integral de membrana tiene unas ciertas similitudes a la proteína BACE de los mamíferos o Beta-secretasa, enzima implicada en el procesamiento de la proteína precursora amiloide. Ambos tienen una extensión C-terminal que contiene una secuencia de anclaje a la membrana hidrófoba. Una proteasa aspártica N-terminal “pro-dominio” permanece sin ser procesada en la PMV que se transforma en N-α-acetilada por una enzima desconocida.

## Función biológica
La malaria o paludismo afecta cada año a unas 200 millones de personas . A día de hoy, más de la mitad de la población mundial está expuesta a esta devastadora enfermedad que cada año cuesta la vida a más de medio millón de personas. Según datos de la OMS, es la séptima causa de muerte en los países de bajos ingresos y supone el 15% de las muertes de niños menores de 5 años.
La malaria es causada principalmente por dos organismos, Plasmodium vivax y Plasmodium falciparum, siendo este último el más virulento. Estos se transmiten a los humanos a través de la picadura de los mosquitos Anopheles. Una vez en el torrente sanguíneo, éstos penetran en los hepatocitos. Es en este punto en el que se reproducen teniendo innumerables descendentes asexuales que, llegados a su maduración, rompen los hepatocitos y penetran en el torrente sanguíneo de nuevo, esta vez pero, invadiendo los eritrocitos. Es en esta fase en la que nuestra proteína cobra su papel protagonista, dado que como ya hemos comentado, permite al organismo vivir como huésped en los eritrocitos. Cabe mencionar que es precisamente en dicha fase, entre unos 10 y 15 días tras la picadura, en la que se expresan los síntomas definitorios de la malaria: escalofríos, síntomas parecidos a los de la gripe, fiebre, vómitos, diarrea e ictericia. Por consiguiente, se entiende que la Plasmepsina V no tan solo es vital para el organismo en cuestión, sino que juega un papel fundamental en la expresión de los síntomas de la malaria.
Los parásitos de la malaria sobreviven dentro de los eritrocitos de la sangre mediante la exportación de proteínas que, como se ha comentado anteriormente, rediseñan la célula. La inhibición del proceso de exportación, mediante el bloqueo de la enzima de la malaria, PMV, previene la remodelación de glóbulos rojos y mata al crédito parasite. Justin Boddey.

## Detección de la Plasmepsina V

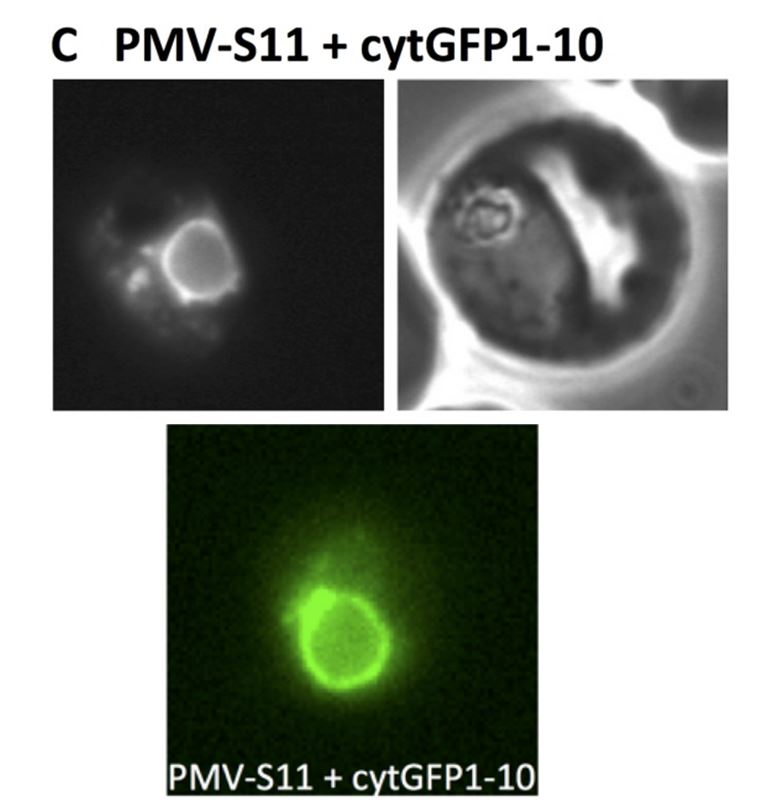
Plasmepsina V marcada con GFP

La PMV se encuentra formada por una proteasa N-Terminal, un dominio activo, un dominio transmembrana y una extensión C-Terminal.
Su almacenamiento en el RE no sigue el proceso clásico y por lo tanto para detectar su localización se utiliza la inmunofluorescencia, que consiste en añadir una proteína verde fluorescente (GFP o GFP “división”) en el extremo C-terminal de la enzima.
La GFP forma un barril β de once varados. Al dividir GFP podemos observar dos cadenas polipeptídicas separadas, que están formadas por hebras β 1 - 10 (GFP1-10) y hebras β 11 (S11). Si se encuentra por separado los polipeptídicos, no son fluorescentes, pero si los dos fragmentos se añaden de manera conjunta in vitro o in vivo pueden asociarse para reconstruir un complejo funcional fluorescente. Al observar GFP 1 - 10 en compartimentos celulares, se revela la topología de proteínas transmembrana C-terminal a partir de un etiquetado S11. Es necesario que el dominio transmembrana de la enzima esté intacto para poder insertar la GFP y así detectar su localización. Este dominio transmembrana tiene además funciones en la actividad celular y la producción de sustratos.
Gracias a estas técnicas determinamos la topología de la Plasmepsina V en la membrana del RE.

## Aplicaciones en la medicina

### Primeras investigaciones en relación con la Malaria
Los inicios del descubrimiento de la Plasmepsina V como la enzima clave en el intercambio de centenares de proteínas del parásito de la malaria hacía el eritrocito infectado, se encuentran en un artículo publicado por un exinvestigador del HHMI (Howard Hughes Medical Institute), Michael Marletta en el 2008 titulado: “N-terminal processing of proteins exported by malaria parasites”. En este artículo, su equipo de investigación demostró que las proteínas que poseen de un motivo PEXEL eran cortadas por un factor que se desconocía dentro del parásito, concretamente en el retículo endoplasmático. La teoría se dedujo en parte a su vez basándose en los fármacos inhibidores de proteasa que se utilizaban en el tratamiento del VIH que también tenían una cierta eficacia contra la malaria.
Su efecto se basa en el bloqueo de una clase de enzimas que cortan proteasas de aspartilo. Con tal de seguir en su investigación, seleccionó un grupo de proteasas de aspartilo localizadas en el P. falciparum entre las cuales se encontraba la Plasmepsina V, la cual siguió analizando debido a que su expresión ocurría en la etapa en la que los parásitos infectában los eritrocitos, por lo tanto, su teoría era que probablemente podría localizarla en el retículo endoplasmático.

### Evidencias científicas Plasmepsina V
Los dos grupos de investigación más importantes en la materia, formados por Goldberg y Cowman, demostraron que la Plasmepsina V era la responsable de los cortes en las proteínas marcadas por el motivo PEXEL.
Por una parte, Goldberg y su equipo manipularon el genoma del parásito, haciendo defectuosa la enzima Plasmepsina V. Observaron que los parásitos con esta PMV deficiente fallecían porque no podían liberar esos centenares de proteínas hacia los eritrocitos.
El equipo de Cowman por su parte, crearon proteínas que mostraban un motivo PEXEL falso para observar su desarrollo con la Plasmepsina V. El motivo PEXEL fue cortado por otra proteasa distinta a la PMV aunque el corte que mostraba era muy similar al producido por esta. También se observó que estas proteínas no fueron exportadas, por lo tanto, se deduce que las proteínas conocen que fueron cortadas por la Plasmepsina V o no.

### Inhibición de la Plasmepsina V como base de la cura de la Malaria
Anteriores investigaciones a los de Walter and Eliza Hall Institute en Australia, sobre posibles tratamientos contra la Malaria, también estudiaban la importancia de la Plasmpesina V en dichos parásitos. La intención era obtener más información sobre esta enzima mediante estudios genéticos, y el plan de actuación era crear un compuesto que bloqueara la PMV con el objetivo de conocer su función e importancia en el parásito. Se obtuvo un resultado sorprendente, bloqueando esta enzima se provocó la muerte de estos parásitos, con la conclusión de que era vital para su desarrollo.

Investigadores del Walter and Eliza Hall Institute, en Australia habían estado trabajando con el inhibidor más eficaz e intenso de la PMV hasta el momento, el compuesto WEHI-916. Aunque tiene una gran afinidad para la enzima, mostraba una capacidad moderada para inhibir el crecimiento de P. falciparum, detalle de gran importancia para avanzar en la investigación. Esta falta de inhibición es debida al grupo guanidina altamente polarizado en la cadena lateral del aminoácido arginina del WEHI-916. Para poder poner solución al conflicto, sabiendo que los grupos guanidina impiden la permeabilidad de la membrana de pequeñas moléculas, se reemplazó este grupo guanidina con n grupo guanidina isóstero. A causa de que el grupo guanidina en la posición P3 de la arginina es esencial para la afinidad de unión, se seleccionó el aminoácido no proteinógenico llamado canavanina para reemplazar el P3 arginina, conservando así las interacciones con la PMV.
En la práctica, WEHI-842 y WEHI-916 imitan el estado de transición de la degradación de proteínas del enlace amida para los sustratos PEXEL 6. Comparando los compuestos WEHI-842 con WEHI-916, se observó que el primero tuvo un aumento sustancial de potencia contra la PMV del P. falciparum. También se observó una diferencia similar en potencia entre los dos compuestos frente a la PMV de los P. vivax. Los resultados finales sugirieron que WEHI-842 es un inhibidor más potente que el anterior WEHI-916, frente la Plasmepsina V de P. falciparum.